# 508 (số)
508 (năm trăm linh tám) là một số tự nhiên ngay sau 507 và ngay trước 509.